# Bafing (region)
Bafing – jeden z regionów Wybrzeża Kości Słoniowej, część dystryktu Woroba. Powierzchnia wynosi 8650 km². Populacja według spisu powszechnego z 2014 roku wynosiła 183 047 osób. Stolicą jest Touba.

## Podział administracyjny
Bafing podzielony jest na 3 departamenty: Koro, Touba i Ouaninou.

## Historia
Region Bafin powstał w roku 2000 jako jednostka administracyjna pierwszego stopnia poprzez wydzielenie departamentu Touba z regionu Worodougou. W 2008 roku z Touby wydzielono departament Koro. W 2011 roku Bafing i Worodougou stały się częścią nowo utworzonego regionu Woroba. W tej samej reformie ponownie podzielono departament Touba, wydzielając z niego departament Ouaninou.